# Pietro Chanel
Pietro Chanel (in francese Pierre-Louis-Marie Chanel; Montrevel-en-Bresse, 12 luglio 1803 – Futuna, 28 aprile 1841) è stato un presbitero e missionario francese appartenente alla Società di Maria (Maristi). Ucciso dagli indigeni dell'isola di Futuna, è stato proclamato santo nel 1954 da papa Pio XII ed è venerato come protomartire e patrono dell'Oceania.

## Biografia
Pietro Chanel nasce in Francia, nel paese di Cuet (oggi Montrevel-en-Bresse) nel 1803. Il prete M. Trompier, si occupa della sua istruzione. Ordinato sacerdote nel 1827, andò a fare il curato ad Ambérieux e più tardi il parroco a Crozet.
Il suo desiderio di servire nelle missioni straniere lo portò, nel 1831, ad entrare nella neo-fondata Società di Maria cui venne affidata, a seguito del suo riconoscimento formale il 29 aprile 1836, l'evangelizzazione dell'Oceania Occidentale: dopo aver preso i tre voti religiosi per mano del sacerdote Colin, fondatore e padre superiore dei Maristi, Chanel si imbarcò quello stesso anno per la sua missione sotto la guida del vescovo Pierre Bataillon e fu mandato sull'isola di Futuna, nella Polinesia occidentale.
Chanel si impegnò tra grandi difficoltà, imparando la lingua dei nativi (il futuniano), occupandosi dei malati, battezzando i morenti.
Niuliki, regnante all'epoca, inizialmente ebbe un atteggiamento amichevole verso il missionario, chiamandolo persino "tabù", ovvero sacro e inviolabile, ma quando vide che perdeva il suo potere di fronte alla nuova religione, emise un editto contro di lui per scongiurare le conversioni al cristianesimo. In quello stesso periodo suo figlio Meitala si convertì al cattolicesimo.
In seguito Musumusu, primo ministro di Niuliki e ostile al cristianesimo, ideò una congiura insieme a vari capitribù contro i cristiani, che fu portata a termine con grande crudeltà.

## Morte
All'alba del 28 aprile 1841 i cospiratori si ritrovarono insieme e, dopo aver ferito molti neofiti sorpresi nel sonno, proseguirono verso la capanna di Chanel. Uno di loro gli fece a pezzi un braccio e lo ferì alla tempia sinistra con un randello. Un altro lo buttò a terra con una baionetta. Un terzo lo picchiò pesantemente con una mazza.
Mentre il missionario pronunciava parole di gentile rassegnazione Malie fai (vale a dire: bene per me), Musumusu stesso, adirato per la morte tardiva, spaccò il cranio del martire con un'ascia.
I resti del missionario, seppelliti frettolosamente, furono in seguito reclamati da M. Lavaux, comandante francese della stazione navale di Tahiti, e riportati in Francia con un mezzo di trasporto del governo, nel 1842.

## Culto
Protomartire dell'Oceania è il titolo ufficiale attribuito a Pietro Chanel dalla Congregazione dei riti nel decreto che dichiara: tuto procedi posse ad solemnem Ven. servi Dei P. M. Chanel beatificationem.
Il processo di beatificazione di Chanel, iniziato nel 1857, si concluse il 16 novembre del 1889 col Rito Abbreviato Quemadmodum. Il rito solenne, presieduto da papa Leone XIII, ebbe luogo il giorno successivo a Roma, nella basilica di San Pietro in Vaticano.
Fu canonizzato il 13 giugno 1954 da papa Pio XII.